# Aletschgletsjer

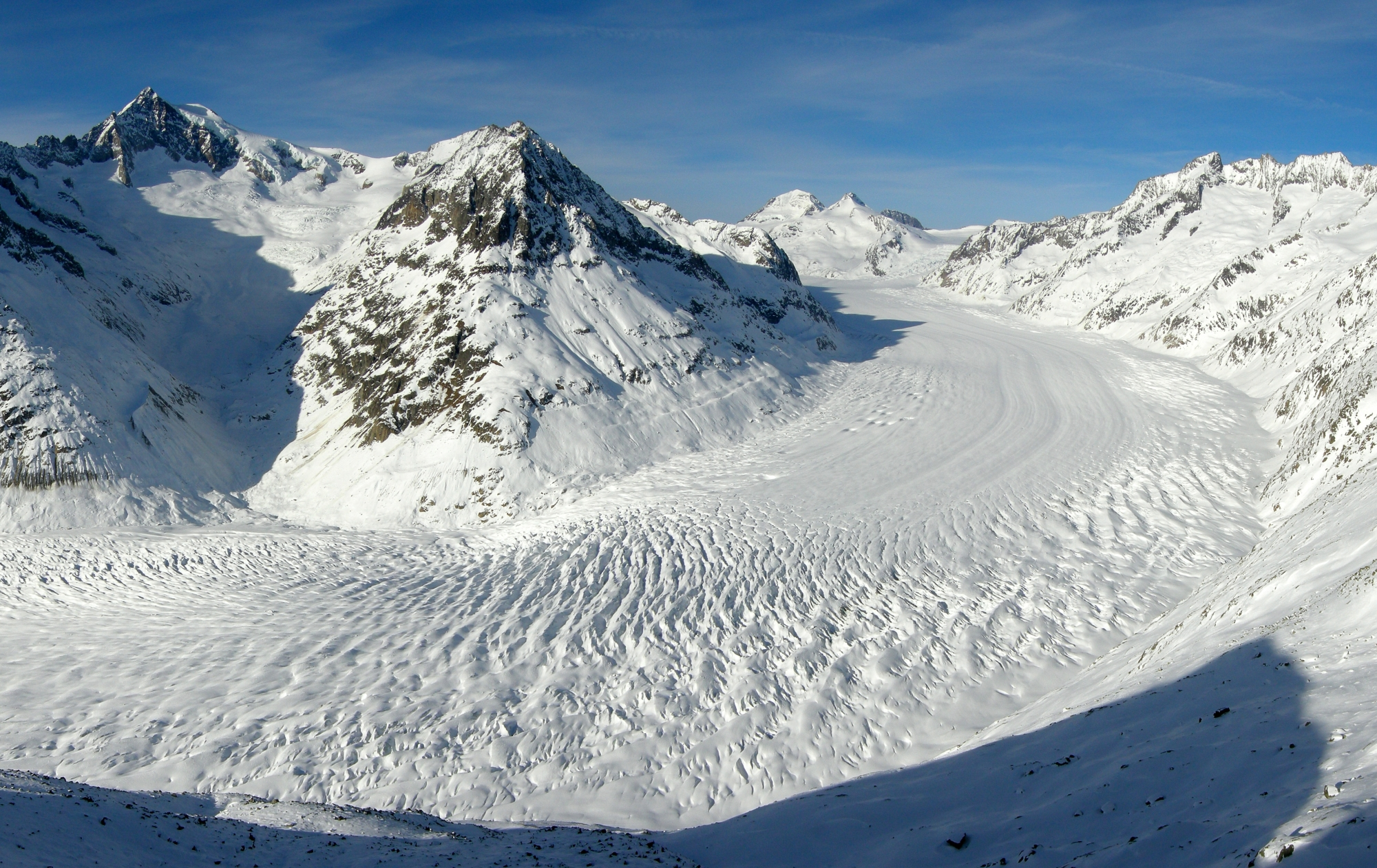
Vanaf de Eggishorn

Omvang van de gletsjer in 1990 en 2000

De Aletschgletsjer is een gletsjer in de Berner Alpen. Het is de grootste gletsjer in Zwitserland en van de Alpen.
De Aletschgletsjer begint op verschillende plaatsen ten zuiden van de Mönch en de Jungfrau, op de grens tussen de kantons Bern en Wallis. De gletsjer hoort dus strikt genomen niet tot het Berner Oberland. Drie grote gletsjers, de Grosse Aletschfirn, de Jungfraufirn en het Ewigschneefeld verenigen zich bij de Konkordiaplatz in de Aletschgletsjer. Het uitzicht vanaf het Jungfraujoch strekt zich kilometers over de Aletschgletsjer uit. De gletsjer stroomt globaal naar het zuiden, Wallis in, en mondt in de rivier de Massa uit, die zelf na 11 km weer in de Rhône uitkomt. 
De Aletschgletsjer is na het einde van de Kleine IJstijd halverwege de 19e eeuw met ongeveer 2,5 km geslonken, dus neemt net zoals alle andere gletsjers sindsdien in lengte en volume af. Door de opwarming van de Aarde is er sinds 1870 veel ijs afgesmolten en is de dikte met ongeveer 100 meter gereduceerd. De gletsjer is op korte termijn door zijn grote omvang relatief immuun tegen klimaatveranderingen. Waar vele andere, kleinere gletsjers aan het einde van de jaren 1970 weer groter werden, veranderde de Aletschgletsjer nauwelijks in omvang. Dat was aanvankelijk ook niet het geval in de latere warmere jaren, maar sinds 1990 trekt de Aletschgletsjer zich ten gevolge van de voortdurende en algemene opwarming van het klimaat weer verder terug.
De structuur van de gletsjer is vrij regelmatig, vooral omdat er geen plotselinge hoogteverschillen in voorkomen. Het oppervlak is over de hele gletsjer nogal vlak. Er liggen op het oppervlak gruis en stenen en loodrecht op de lengterichting liggen er over de hele gletsjer spleten.
Het gebied rondom de Aletschgletsjer, waaronder het Aletschwald aan het einde van de gletsjer, de Jungfrau tot aan de Bietschhorn, staat sinds 2001 op de lijst van werelderfgoed van de UNESCO. Het toeristische Aletschgebied, met onder andere de dorpen Riederalp, Bettmeralp en Fiescheralp, biedt wandelmogelijkheden, mountainbiketracks en wintersportvoorzieningen. Het ligt tussen de Aletschgletsjer en het dal van de Rhône.  

## Gegevens
- hoogte van 4150 naar 1575 m boven zeeniveau
- lengte 22,6 km
- volgens verschillende berekeningen tussen de 81,7 en 128 km²
- volume 27 miljard ton ijs
- stroomsnelheid 180-200 m/jaar